# Курайелга
Курайелга — река в России, протекает в Азнакаевском районе Республики Татарстан. Левый приток реки Ик.

## География
Река берёт начало у населённого пункта Курай-Елга. Течёт на северо-восток по открытой местности. Впадает в Ик в селе Урсаево. Устье реки находится в 270 км по левому берегу реки Ик. Длина реки составляет 14 км, площадь водосборного бассейна 46 км².

## Данные водного реестра
По данным государственного водного реестра России относится к Камскому бассейновому округу, водохозяйственный участок реки — Ик от истока и до устья, речной подбассейн реки — бассейны притоков Камы до впадения Белой. Речной бассейн реки — Кама.
Код объекта в государственном водном реестре — 10010101312111100028572.